# Ранній плейстоцен
| Система/ Період | Відділ/ Епоха  | Ярус/ Вік      | Вік (млн років) | Вік (млн років) |
| --- | -------------- | -------------- | --------------- | --------------- |
| Антропоген, Q | Голоцен, Q2    | Мегхалейський  | 0               | 0,0042          |
| Антропоген, Q | Голоцен, Q2    | Нортгриппський | 0,0042          | 0,0082          |
| Антропоген, Q | Голоцен, Q2    | Гренландський  | 0,0082          | 0,0117          |
| Антропоген, Q | Плейстоцен, Q1 | Тарантський    | 0,0117          | 0,126           |
| Антропоген, Q | Плейстоцен, Q1 | Тібанський     | 0,126           | 0,781           |
| Антропоген, Q | Плейстоцен, Q1 | Калабрійський  | 0,781           | 1,80            |
| Антропоген, Q | Плейстоцен, Q1 | Гелазький      | 1,80            | 2,58            |
| Неоген, N | Пліоцен, N2    | П'яченцький    | старіше         | старіше         |
| Примітки і коментаріПідрозділи четвертинної системи наведені згідно МКС, станом на 2018 рік. Для голоценових віків і ярусів встановлено датування відносно 2000 року (тобто гренландій розпочався 11,7 тис. років тому, відраховуючи від останнього мілленіуму). Чибаній і Тарантій є неофіційними пропонованими назвами для ярусів середнього і верхнього плейстоцену, відповідно. У Європі та Північній Америці голоцен традиційно поділяється на Пребореальний, Бореальний, Атлантичний, Суббореальний і Субатлантичний періоди за схемою Блітта — Сернандера (англ. Blytt–Sernander). Існує багато локальних систем поділу верхнього плейстоцену. Головними елементами такої переодизації слугують стадії наступу льодовиків (гляціали, льодовикові періоди) та їхнього відступу (інтергляціали, межильодовиків'я). |                |                |                 |                 |
| п о р |                |                |                 |                 |

Ранній плейстоцен — неофіційна підепоха в міжнародній геологічній часовій шкалі в хроностратиграфії, що представляє найраніший поділ епохи плейстоцену в межах поточного четвертинного періоду. Наразі оцінюється, що він охоплює час від 2,580 ± 0,005 млн років тому (мільйони років тому) до 0,773 ± 0,005 млн років тому. Термін «ранній плейстоцен» застосовується як до гелазького, так і до калабрійського ярусу.
У той час як гелазький і калабрійський періоди були офіційно визначені Міжнародним союзом геологічних наук (IUGS) як фактично складають ранній плейстоцен, наступні тібанський і тарантський віки ще мають бути ратифіковані. Ці запропоновані яруси неофіційно називаються середнім плейстоценом і пізнім плейстоценом відповідно. Тібанський умовно охоплює час від 773 до 126 тис. н. е., а тарантський відтоді до остаточного кінця всього плейстоцену, ≈ 9700 років до нашої ери в 10 тисячолітті до нашої ери.
У період плейстоцену Земля змінювала свої кліматичні умови та своє геологічне середовище. Плейстоцен визнано останнім геологічним періодом, який складається з глобального похолодання, льодовикового періоду та великих льодовиків у північній півкулі. Ці більш низькі температурні зони були покриті льодовиками в холодні періоди, а в теплі періоди льодовики відступали. Під час плейстоцену повітря було сухим через величезну кількість льоду, що також спричинило зниження рівня моря та берегової лінії. Щоб зробити прогнози щодо клімату минулого, палеонтологи аналізують скам’янілі залишки плейстоцену. Вчені також бурять керни з крижаних щитів, щоб досліджувати газ і мікроорганізми. На підставі останків тварин ми знаємо, що в плейстоцені були присутні великі ссавці, мамути та шаблезубі коти. Цей період також має вирішальне значення для еволюції людини. У період раннього плейстоцену предки людини, відомі як Homo habilis, населяли землю в таких сферах, як Східна та Південна Африка. Цей вид Homo характеризується тим, що має мозок близько 610 кубічних сантиметрів, викликаний розширенням мозку, появою невеликого чола та надбрівної дужки. Homo habilis є важливим при розгляді раннього плейстоцену, оскільки вони були одними з найдавніших предків, які пов’язували сучасну людину з гомінідами. Плейстоценовий період є значним часом для розвитку предків, оскільки він дозволив їм розвинути комунікативні навички, здатність абстрактно мислити та спеціалізуватись на кам’яних знаряддях. Ці ключові характеристики еволюції людини дозволили еволюції відбутися для створення наступного покоління, відомого як Homo ergaster, яке залишилося живим в Африці. Де Homo Ergaster еволюціонував до «сучасних людей», відомих як Homo sapiens. Особливості Homo sapiens, які виділяють їх як сучасну людину, це їхній великий мозок, товстий череп із розвиненими областями, такими як потилиця, вертикальне чоло, менші зуби, розвинені надбрівні дужки та чіткість щелепи, якої немає в інших видів.